# Çubukçu, Samandağ
Çubuklu là một xã thuộc huyện Samandağ, tỉnh Hatay, Thổ Nhĩ Kỳ. Dân số thời điểm năm 2011 là 514 người.